# Call of Duty: Black Ops
 je sedmi deo iz popularnog serijala Call of Duty. Radnja igrice je smeštena u vreme hladnog rata. Igra je izašla u prodaju 9. novembra 2010. Razvili su je Treyarch i n-Space, a objavio Activision. Igrica od koje se očekuje da će oboriti sve rekorde prodaje, koje su do sad postavili prethodni delovi iz ovog serijala.

## Spoljašnje veze
- Zvanični sajt